# Alaa Bellaarouch
Alaa Bellaarouch (in arabo علاء بلعروش‎?; Casablanca, 1º gennaio 2002) è un calciatore marocchino, portiere del Braga.

## Carriera

### Club
Bellaarouch è cresciuto nella Mohamed VI Academy in Marocco, che la lasciato nel 2020 per trasferirsi in Francia allo Strasburgo. Inizialmente assegnato alla seconda squadra, nel 2022 è stato prestato allo Stade Briochin in Championnat National.
Rientrato dal prestito, l'11 gennaio 2024 ha prolungato il contratto fino al 2027. Divenuto titolare dopo la cessione di Matz Sels al Nottingham Forest, il 2 febbraio ha debuttato in Ligue 1 nell'incontro perso 2-1 contro il Paris Saint-Germain.

### Nazionale
Con il Marocco Under-20 ha vinto la Coppa delle nazioni africane Under-23 2023.

## Statistiche

### Presenze e reti nei club
Statistiche aggiornate al 19 maggio 2024.
| Stagione            | Squadra             | Campionato          | Campionato | Campionato | Coppe nazionali | Coppe nazionali | Coppe nazionali | Coppe continentali | Coppe continentali | Coppe continentali | Altre coppe | Altre coppe | Altre coppe | Totale | Totale | Totale |
| Stagione            | Squadra             | Comp                | Pres       | Reti       | Comp            | Pres            | Reti            | Comp               | Pres               | Reti               | Comp        | Pres        | Reti        | Pres   | Reti   |        |
| ------------------- | ------------------- | ------------------- | ---------- | ---------- | --------------- | --------------- | --------------- | ------------------ | ------------------ | ------------------ | ----------- | ----------- | ----------- | ------ | ------ | ------ |
| 2020-2021           | Strasburgo 2        | N3                  | 1          | 0          | -               | -               | -               | -                  | -                  | -                  | -           | -           | -           | 1      | 0      |        |
| 2021-2022           | Strasburgo 2        | N3                  | 17         | -20        | -               | -               | -               | -                  | -                  | -                  | -           | -           | -           | 17     | -20    |        |
| Totale Strasburgo 2 | Totale Strasburgo 2 | Totale Strasburgo 2 | 18         | -20        |                 | -               | -               |                    | -                  | -                  |             | -           | -           | 18     | -20    |        |
| 2022-2023           | Stade Briochin 2    | N3                  | 1          | -2         | -               | -               | -               | -                  | -                  | -                  | -           | -           | -           | 1      | -2     |        |
| 2022-2023           | Stade Briochin      | N1                  | 14         | -16        | CF              | -               | -               | -                  | -                  | -                  | -           | -           | -           | 14     | -16    |        |
| 2023-2024           | Strasburgo          | L1                  | 15         | -26        | CF              | 4               | -2              | -                  | -                  | -                  | -           | -           | -           | 19     | -28    |        |
| 2024-2025           | Strasburgo          | L1                  | 0          | 0          | CF              | -               | -               | -                  | -                  | -                  | -           | -           | -           | 0      | 0      |        |
| Totale Strasburgo   | Totale Strasburgo   | Totale Strasburgo   | 15         | -26        |                 | 4               | -2              |                    | -                  | -                  |             | -           | -           | 19     | -28    |        |
| Totale carriera     | Totale carriera     | Totale carriera     | 48         | -64        |                 | 4               | -2              |                    | -                  | -                  |             | -           | -           | 52     | -66    |        |

## Palmarès

### Nazionale
- Coppa delle Nazioni Africane Under-23: 1

2023